# Apc, Heves
Apc  este un sat în districtul Hatvan, județul Heves, Ungaria, având o populație de 2.640 de locuitori (2011). 

## Demografie
Componența etnică a satului Apc
     Maghiari (92,42%)
     Romi (5,3%)
     Necunoscut (1%)
     Alții (1,28%)
Componența confesională a satului Apc
     Romano-catolici (53,79%)
     Fără religie (11,44%)
     Reformați (3,37%)
     Necunoscută (30,3%)
     Alte religii (2,95%)
Conform recensământului din 2011, satul Apc avea 2.640 de locuitori. Din punct de vedere etnic, majoritatea locuitorilor (92,42%) erau maghiari, cu o minoritate de romi (5,3%). Apartenența etnică nu este cunoscută în cazul a 1,0% din locuitori.  Din punct de vedere confesional, majoritatea locuitorilor (53,79%) erau romano-catolici, existând și minorități de persoane fără religie (11,44%) și reformați (3,37%). Pentru 30,3% din locuitori nu este cunoscută apartenența confesională.